# 경남100경 완전정복
경남100경 완전정복은 2012년 9월 13일 ~ 2014년 12월 24일까지 창원 KBS 1TV로 방송된 다큐멘터리 텔레비전 프로그램이다.

## 기획 의도
경상남도 비경 100곳을 탐방하는 다큐멘터리 텔레비전 프로그램이다.

## 방송 시간
지역 방송은 수요일 저녁 7시 55분에, 전국 방송은 KBS 네트워크 특선을 통해 월요일 오전 11시에 방송했다.
| 방송 채널    | 방송 기간                          | 방송 시간                              |
| ------------ | ---------------------------------- | -------------------------------------- |
| 창원 KBS 1TV | 2012년 9월 13일 ~ 2013년 4월 4일   | 매주 목요일 밤 8:00 ~ 8:25 (25분)      |
| 창원 KBS 1TV | 2013년 4월 10일 ~ 2013년~          | 매주 수요일 저녁 7:55 ~ 밤 8:25 (30분) |
| KBS 1TV      | 2013년 4월 8일 ~ 10월 14일         | 매주 월요일 오후 4:10 ~ 5:00 (50분)    |
| KBS 1TV      | 2013년 10월 21일 ~ 2014년 3월 31일 | 매주 월요일 오후 4:00 ~ 4:55 (55분)    |
| KBS 1TV      | 2014년 4월 7일 ~ 2014년 12월 24일  | 매주 월요일 오전 11:00 ~ 11:55 (55분)  |

## 방송 회차

### 2012년
| 회차 | 방송일    | 제목 (원제)                     | 비고 |
| ---- | --------- | ------------------------------- | ---- |
| 1    | 9월 13일  | 통영 미륵산 일출                |      |
| 2    | 9월 20일  | 통영 미륵산 일출                |      |
| 3    | 9월 27일  | 거제 무지개길에서 본 대소병대도 |      |
| 4    | 10월 4일  | 합천 오도산 운해                |      |
| 5    | 10월 11일 | 코스모스 핀 북천역              |      |
| 6    | 10월 18일 | 함양 상림 꽃무릇                |      |
| 7    | 10월 25일 | 하동악양 황금들판               |      |
| 8    | 11월 1일  | 통영 욕지도                     |      |
| 9    | 11월 8일  | 창녕 화왕산                     |      |
| 10   | 11월 15일 | 창녕 화왕산                     |      |
| 11   | 11월 22일 | 지리산 칠선계곡                 |      |
| 12   | 11월 29일 | 고성 학동마을 돌담              |      |
| 13   | 12월 6일  | 사천 실안낙조                   |      |
| 14   | 12월 13일 | 밀양 만어사 일몰                |      |
| 15   | 12월 20일 | 사천 비토섬                     |      |

### 2013년
| 회차 | 방송일    | 제목 (원제)                          | 비고           |
| ---- | --------- | ------------------------------------ | -------------- |
| 16   | 1월 3일   | 지리산 천왕봉 일출                   |                |
| 17   | 1월 10일  | 지리산 천왕봉 일출                   |                |
| 18   | 1월 17일  | 거제 해금강 일출                     |                |
| 19   | 1월 24일  | 통영 추도 물메기덕장                 |                |
| 20   | 1월 31일  | 창원 주남저수지 철새                 |                |
| 21   | 2월 7일   | 산청 정취암                          |                |
| 22   | 2월 14일  | 거창 수승대                          |                |
| 23   | 2월 21일  | 통영 매물도 등대섬                   | 개국특집       |
| 24   | 2월 28일  | 통영 매물도 등대섬                   | 개국특집       |
| 25   | 3월 7일   | 산청 전 구형왕릉                     |                |
| 26   | 3월 14일  | 영산 쇠머리대기                      |                |
| 27   | 3월 21일  | 거제 지심도 동백터널                 |                |
| 28   | 3월 28일  | 양산 통도사 홍매화                   |                |
| 29   | 4월 4일   | 통영 수우도                          |                |
| 30   | 4월 10일  | 진해 여좌천 야경                     |                |
| 31   | 4월 17일  | 거제 공곶이 수선화                   |                |
| 32   | 4월 24일  | 남해 두모마을 유채꽃                 |                |
| 33   | 5월 1일   | 하동포구                             |                |
| 34   | 5월 8일   | 민녕이가 꿈꾸는 풍경                 | 가정의 달 특집 |
| 35   | 5월 15일  | 민녕이가 꿈꾸는 풍경                 | 가정의 달 특집 |
| 36   | 5월 29일  | 황매산 철쭉                          |                |
| 37   | 6월 5일   | 함안 이수정 낙화놀이                 |                |
| 38   | 6월 12일  | 진주성 촉석루                        |                |
| 39   | 6월 19일  | 연대도 다랭이 꽃밭                   |                |
| 40   | 6월 26일  | 물건방조어부림                       |                |
| 41   | 7월 3일   | 통영 연화도                          |                |
| 42   | 7월 10일  | 함양 용추폭포                        |                |
| 43   | 7월 17일  | 통영 한산도                          |                |
| 44   | 7월 24일  | 거제 함목몽돌해수욕장                |                |
| 45   | 7월 31일  | 남해 금산에서 바라본 상주 은모래비치 |                |
| 46   | 8월 7일   | 비진도                               |                |
| 47   | 8월 14일  | 창녕 우포늪 가시연                   |                |
| 48   | 8월 21일  | 의령 성황리 소나무                   |                |
| 49   | 8월 28일  | 밀양 층층폭포                        |                |
| 50   | 9월 11일  | 산청 대원사계곡                      |                |
| 51   | 9월 25일  | 거창 동호숲                          |                |
| 52   | 10월 2일  | 고성 당동만 다락논                   |                |
| 53   | 10월 16일 | 함양 마천 다락논                     |                |
| 54   | 10월 23일 | 지리산 제석봉 운해                   |                |
| 55   | 10월 30일 | 합천 남산제일봉                      |                |
| 56   | 11월 6일  | 밀양 재약산 억새                     |                |
| 57   | 11월 13일 | 산청 남사마을 부부나무               |                |
| 58   | 11월 20일 | 하동 청학동 삼성궁 가을              |                |
| 59   | 11월 27일 | 창원 팔용산 돌탑                     |                |
| 60   | 12월 4일  | 합천 물안개 핀 합천호                |                |
| 61   | 12월 11일 | 통영 달아공원 일몰                   |                |
| 62   | 12월 18일 | 고성 문수암에서 바라본 다도해        |                |

### 2014년
| 회차 | 방송일    | 제목 (원제)              | 비고 |
| ---- | --------- | ------------------------ | ---- |
| 63   | 1월 1일   | 거가대교 일출            |      |
| 64   | 1월 8일   | 하동 금오산 해돋이       |      |
| 65   | 1월 15일  | 남덕유산 설경            |      |
| 66   | 1월 29일  | 창원 마창대교 야경       |      |
| 67   | 2월 5일   | 남해 지족 개불잡이       |      |
| 68   | 2월 12일  | 지리산 세석평전 겨울풍경 |      |
| 69   | 2월 19일  | 거제 무지개길2           |      |
| 70   | 3월 5일   | 밀양 영남루              |      |
| 71   | 3월 12일  | 사천 코끼리바위          |      |
| 72   | 3월 19일  | 거창 우두산 의상봉       |      |
| 73   | 3월 26일  | 김해천문대에서 본 야경   |      |
| 74   | 4월 2일   | 산청 산천재 남명매       |      |
| 75   | 4월 30일  | 하동 십리벚꽃길          |      |
| 76   | 5월 7일   | 거제 대금산 진달래       |      |
| 77   | 5월 14일  | 창녕 남지 유채꽃밭       |      |
| 78   | 5월 21일  | 통영 통영대교 야경       |      |
| 79   | 5월 28일  | 밀양 위양못              |      |
| 80   | 6월 11일  | 남해 금산 보리암         |      |
| 81   | 6월 18일  | 거제 장승포항            |      |
| 82   | 6월 25일  | 진해 중원로터리          |      |
| 83   | 7월 2일   | 김해 화포천 습지         |      |
| 84   | 7월 9일   | 하동 불일폭포            |      |
| 85   | 7월 16일  | 사천 와룡산              |      |
| 86   | 7월 23일  | 양산 홍룡폭포            |      |
| 87   | 7월 30일  | 밀양 표충사 우화루       |      |
| 88   | 8월 6일   | 합천 황계폭포            |      |
| 89   | 8월 13일  | 거창 월성계곡 분설담     |      |
| 90   | 8월 20일  | 산청 경호강              |      |
| 91   | 9월 3일   | 창원 저도연륙교          |      |
| 92   | 9월 10일  | 사천 대방진 굴항         |      |
| 93   | 9월 17일  | 진주 소외지역 특집1      |      |
| 94   | 10월 8일  | 함안 소외지역 특집2      |      |
| 95   | 10월 15일 | 의령 소외지역 특집3      |      |
| 96   | 10월 22일 | 진주 유등축제            |      |
| 97   | 10월 29일 | 통영 두미도              |      |
| 98   | 11월 5일  | 함양 황석산성            |      |
| 99   | 11월 12일 | 합천 해인사 백련암       |      |
| 100  | 11월 19일 | 창녕 우포의 아침         |      |

## 동 시간대 프로그램
다음 동 시간대 프로그램은 수요일 저녁 7시 55분에 방송된다.
| 방송 채널 | 프로그램               | 방송 시간                            |
| --------- | ---------------------- | ------------------------------------ |
| KBS 2TV   | 일일연속극 달콤한 비밀 | 매주 평일 저녁 7:50 ~ 밤 8:30 (40분) |
| MBC       | MBC 뉴스데스크         | 매주 평일 저녁 7:55 ~ 밤 8:55 (60분) |
| SBS       | SBS 8 뉴스             | 매주 평일 밤 8:00 ~ 8:55 (55분)      |